# Microsoft SideWinder

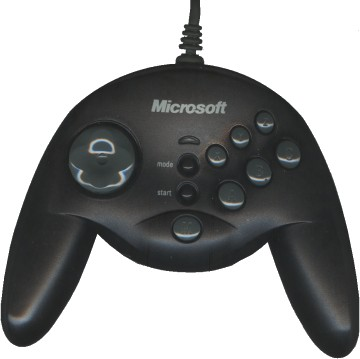
Primeira geração do SideWinder gamepad.

Microsoft SideWinder é uma família de controladores de jogo desenvolvidos pela Microsoft lançada em 1995 voltada para PCs com Microsoft Windows. Os tipos de controladores incluem gamepads, joysticks e volantes de corrida como os mais comuns e o voice system e o strategic commander.
A primeira geração do gamepad foi lançada em 1996 com botões direcionais, seis botões de face, botões L e R e os botões Mode e Start, em 1998 foi lançado o Freestyle Pro que contava com tecnologia háptica com sensores de movimento semelhante ao controle sixaxis do PlayStation 3, também foram lançados o Game Pad Pro e o Plug And Play Game Pad, este último com quatro botões de face. Em 1999 também foi lançado o Dual Strike que contava com uma dobradiça entre os dois lados do controle.
As versões de joystick eram voltadas para jogos de simulador e combate aéreo, a primeira geração do foi chamada de Standard com dois botões no stick, posteriomente foi lançado o 3D Pro que possuia oito botões, sendo 4 na base e mais 4 no stick, logo depois foi lançado o Precision Pro que era ergonomicamente superior ao anterior, essa versão ganhou uma atualização chamada Force Feedback Pro que adicionava a função force feedback ao joystick. Logo após ganhou duas novas atualizações, chamadas de Precision 2 e Force Feedback 2, logo após foi lançada uma nova versão chamada de simplemente Joystick.
Também foram lançadas 3 versões de volantes para jogos de corrida, todas já com force feedback inclusa, sendo chamadas de Force Feedback Wheel, Force Feedback Wheel USB e Precision Racing Wheel.
A linha de produtos foi descontinuada em 2003, a partir de então, com o lançamento do controle do Xbox 360 em 2005, a Microsoft decidiu utilizá-lo em integração com o Windows. Em 2007 a Microsoft voltou a utilizar o nome da linha para lançar um mouse para jogos eletrônicos e em 2008 para um teclado, a linha foi comercializada até o ano de 2014.